# Hermleigh (Texas)
Hermleigh es un lugar designado por el censo ubicado en el condado de Scurry en el estado estadounidense de Texas. En el Censo de 2010 tenía una población de 345 habitantes y una densidad poblacional de 14,72 personas por km².

## Geografía
Hermleigh se encuentra ubicado en las coordenadas 32°38′27″N 100°45′2″O / 32.64083, -100.75056. Según la Oficina del Censo de los Estados Unidos, Hermleigh tiene una superficie total de 23.44 km², de la cual 23.44 km² corresponden a tierra firme y (0%) 0 km² es agua.

## Demografía
Según el censo de 2010, había 345 personas residiendo en Hermleigh. La densidad de población era de 14,72 hab./km². De los 345 habitantes, Hermleigh estaba compuesto por el 88.12% blancos, el 1.45% eran afroamericanos, el 0.87% eran amerindios, el 0.29% eran asiáticos, el 0% eran isleños del Pacífico, el 6.38% eran de otras razas y el 2.9% pertenecían a dos o más razas. Del total de la población el 31.01% eran hispanos o latinos de cualquier raza.